# Worldport

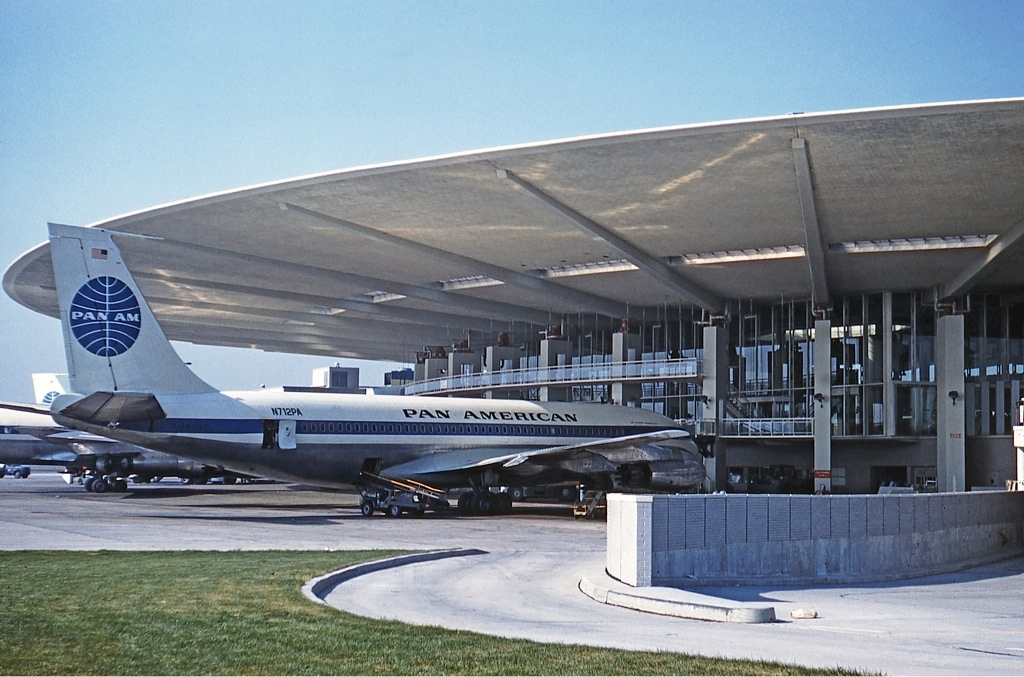
Il Worldport nel 1961 con un Boeing 707-100 della Pan Am

Il Terminal 3 dell'Aeroporto Internazionale John F. Kennedy di New York, principalmente conosciuto con il nome commerciale Worldport, è stato un terminal aeroportuale operativo dal 24 maggio 1960 al 24 maggio 2013, e demolito tra il 2013 e il 2014.

## Storia

### Costruzione e utilizzo
In origine conosciuto come Pan Am Terminal o Unit Terminal Building (UTB), fu disegnato dallo studio Ives, Turano & Gardner Associated Architects e da Walther Prokosch dello studio Tippets, Abbet, McCarthy, Stratton come vetrina per i viaggi internazionali a bordo dei jet ed era particolarmente famoso per il tetto di 1,6 ettari chiamato "disco volante" sospeso all'esterno della struttura e sostenuto da 32 gruppi di sostegni e cavi in acciaio precompresso. Il terminal venne disegnato per permettere agli aerei di posteggiare sotto una parziale copertura in modo tale da garantire un riparo ai passeggeri che si imbarcavano attraverso passerelle scoperte o scalette, poiché i manicotti d'imbarco non erano ancora stati introdotti. La guida Guide to New York City dell'American Institute of Architects (AIA) definì il terminal come "un originale tentativo architettonico di rispondere al problema dell'imbarco sugli aeroplani in ogni condizione meteorologica" ma derise il progetto globale in quanto "compromesso da una sovrabbondanza di dettagli inutili".
Originariamente di fronte alla facciata erano presenti dei pannelli raffiguranti i 12 segni zodiacali, realizzati dallo scultore Milton Hebald, che furono però rimossi successivamente dalla Port Authority. All'interno del terminal era presente la Panorama Room, un ristorante con vista sull'intero atrio, e il museo Clipper Hall dedicato alla storia della Pan Am.
Nel 1971 il terminal venne ampliato per poter accogliere i grandi Boeing 747 e ribattezzato "Pan Am Worldport". Il Worldport era il terminal dedicato ad una singola compagnia più grande del mondo, e mantenne questo titolo per diversi anni. Sul tetto della nuova struttura venne realizzato un parcheggio, che venne però successivamente chiuso per ragioni di sicurezza.
La proprietà del terminal cambiò quando la Pan Am dichiarò bancarotta nel 1991. Delta Air Lines acquistò diversi beni della Pan Am, tra cui la concessione del Worldport, che da quel momento diventò conosciuto semplicemente come "Terminal 3", da cui la compagnia operava la maggior parte dei suoi voli a lungo raggio dal JFK verso l'Europa, l'Asia, l'Africa e l'America meridionale.
A marzo del 2006, il COO di Delta Jim Whitehurst annunciò che la compagnia avrebbe speso 10 milioni di dollari entro la fine dell'anno per rinnovare i Terminal 2 e 3. Nell'edizione di luglio 2007 della rivista Sky Magazine di Delta, il vicepresidente della compagnia Joanne Smith sottolineò l'importanza dell'"inconfondibile" tetto a forma di disco volante nell'articolo riguardo alla nuova pavimentazione, illuminazione e cartellonistica installate nello "storico aeroporto".

### Riqualificazione e campagna di salvaguardia
Il 4 agosto 2010 il New York Times riportò che la Delta Air Lines stava progettando di spostare i suoi voli internazionali al Terminal 4 successivamente alla costruzione di 9 gate addizionali per quel terminal. I voli nazionali avrebbero continuato ad essere operati dal Terminal 2, pertanto il Terminal 3 sarebbe stato successivamente demolito per creare un'ulteriore area di parcheggio per gli aeromobili tra i Terminal 2 e 4. I lavori di ampliamento del Terminal 4 cominciarono nel novembre 2010 e furono conclusi a maggio del 2013.
L'ultimo aereo a partire dal Terminal 3 alle 23:25 del 23 maggio 2013 fu un Boeing 747-400 diretto all'Aeroporto di Tel Aviv-Ben-Gurion come volo DAL268. Il terminal venne definitivamente chiuso il giorno successivo, esattamente 53 anni dopo l'inaugurazione.
Associazioni di salvaguardia storica avviarono una campagna per evitare la demolizione dell'edificio e farlo inserire come edificio storico nel National Register of Historic Places. Il 19 giugno 2013 la National Trust for Historic Preservation inserì il Worldport nella lista di quell'anno degli 11 luoghi a più a rischio degli Stati Uniti, ma il 25 giugno la demolizione della strada sopraelevata che conduceva al terminal era già cominciata. I gruppi preservazionisti continuarono tuttavia a protestare contro la demolizione dell'edificio principale. Lo Historic Preservation Office dello stato di New York, che nel 2001 aveva revocato l'idoneità dell'edificio all'inserimento nel National Register of Historic Places, ribadì la decisione a maggio del 2013, sostenendo che l'edificio avesse perso la sua integrità storica a causa delle eccessive modifiche.
La campagna di conservazione non ebbe successo e la demolizione del tetto venne completata il 22 novembre 2013. L'abbattimento delle porzioni rimanenti venne completato nell'estate del 2014. Il National Trust for Historic Preservation inserì il Worldport tra i 10 luoghi storici andati perduti nel 2013.
Ci furono di conseguenza grandi proteste mediatiche, specialmente fuori dagli Stati Uniti, riguardo alla demolizione del Worldport, e diverse petizioni online per chiedere il ripristino dell'originale "disco volante" acquisirono notorietà.

## Nella cultura di massa
Il Worldport è apparso in diversi film e pubblicazioni.
- Un Boeing 747 della Pan Am e il Worldport appaiono brevemente nel film di James Bond del 1973 Vivi e lascia morire.
- Nella scena iniziale di The Family Man, Nicolas Cage si imbarca dal Worldport su un volo Pan Am da New York a Londra.
- Nella commedia italiana del 1986 Il Burbero viene mostrato per qualche istante il Worldport mentre la protagonista si reca col taxi in aeroporto.
- Doris Day si imbarca su un volo dal Pan Am Terminal nel film del 1962 Il visone sulla pelle.
- Il Pan Am Terminal appare nella scena iniziale di un episodio del 1962 della serie Il Santo.
- La commedia inglese del 1963 Appuntamento fra le nuvole contiene diverse scene ambientate al Pan Am Terminal.
- Il Pan Am Terminal appare nella maggior parte degli episodi della serie Pan Am trasmessa dalla ABC.
- L'uscita del 22 settembre 1961 di Life contiene una rassegna fotografica dell'aeroporto JFK (all'epoca conosciuto come Aeroporto Idlewild) realizzata dal fotografo di origine ucraina Dmitri Kessel. Molti degli scatti mostrano il Pan Am Terminal appena completato.
- Nell'ottobre 1960 Vogue utilizzò il Pan Am Terminal come sfondo per gli scatti pubblicitari della collezione di moda autunnale.